# Transformers Một
Transformers Một (tên tiếng Anh: Transformers One) là một bộ phim điện ảnh Mỹ thuộc thể loại hành động – khoa học viễn tưởng ra mắt vào năm 2024 dựa trên dòng đồ chơi Transformers của hãng Hasbro. Đây là phần phim thứ tám thuộc loạt phim Transformers và đồng thời cũng là bộ phim hoạt hình đầu tiên của loạt phim kể từ The Transformers: The Movie (1986). Phim do Josh Cooley làm đạo diễn, với sự tham gia lồng tiếng của dàn diễn viên bao gồm Chris Hemsworth, Brian Tyree Henry, Scarlett Johansson, Keegan-Michael Key, Steve Buscemi, Laurence Fishburne và Jon Hamm. Lấy bối cảnh tại hành tinh Cybertron, tác phẩm tập trung xoay quanh mối quan hệ giữa Optimus Prime và Megatron, và qua nhiều sự kiện đã khiến họ trở thành cặp kẻ thù không đội trời chung của nhau và là thủ lĩnh của hai nhóm đối lập nhau lần lượt là Autobots và Decepticons.
Bộ phim được công chiếu tại Mỹ và Việt Nam vào ngày 20 tháng 9 năm 2024, và nhận về những lời khen ngợi từ giới chuyên môn.

## Nội dung
Cybertron là một hành tinh có những con rô-bốt có tri giác được cung cấp năng lượng bởi một chất gọi là Energon và được trang bị bánh răng biến hình, thiết bị cho phép chúng biến thành phương tiện. Tại thành phố ngầm Iacon, Orion Pax, một con rô-bốt khai thác không có bánh răng, lẻn vào một kho lưu trữ và xem một bộ phim tài liệu về Primes, những người Cybertronian đầu tiên do chính người sáng tạo ra chúng là Primus tạo ra. Các nhân viên bảo vệ bắt được Orion, nhưng người bạn thân nhất của anh là D-16 đã cứu anh ra. Sau đó, một vụ sập hầm xảy ra tại mỏ Energon nơi hai người làm việc, khiến một người thợ mỏ khác là Jazz bị mắc kẹt. Trong khi Orion và D-16 cứu anh, người giám sát vô cảm của họ, Darkwing, đổ lỗi cho cấp trên của họ, Elita-1, và giáng chức cô.
Thủ lĩnh của Cybertron, Sentinel Prime, trở về từ một chuyến thám hiểm đến bề mặt hành tinh để tìm Ma trận Lãnh đạo đã mất, sự vắng mặt của nó khiến Energon ngừng chảy; do đó buộc những người thợ mỏ phải khai thác nó. Mặc dù không thể tìm thấy nó, anh ta tổ chức một cuộc đua để giải thoát cho dân số. Để chứng minh mình không chỉ là thợ mỏ, Orion đã tự mình và D-16 sử dụng ba lô phản lực một cách bất hợp pháp, nhưng họ đã thua. Trong khi Sentinel hứa sẽ thưởng cho hai người vì đã thúc đẩy tinh thần khai thác, Darkwing kéo họ đến lò đốt rác, nơi họ gặp B-127 lập dị. Sau khi phát hiện ra một con chip trong số rác thải có chứa thông điệp cầu cứu từ Alpha Trion, một trong những Prime, Orion thuyết phục D-16 và B-127 đi cùng anh ta đến tọa độ của anh ta trên bề mặt; họ cũng thuyết phục Elita tham gia khi cô bắt gặp họ đang trốn trên một chuyến tàu chở hàng.
Cuối cùng, họ tìm thấy một Trion đã ngừng hoạt động trong một hang động cùng với xác chết của những Prime khác. Sau khi được kích hoạt lại, ông ta tiết lộ rằng Sentinel đã phản bội Prime để đánh cắp Ma trận, nhưng đã thất bại khi nó từ chối hắn ta và biến mất. Trên thực tế, Sentinel đã bí mật trao Energon cho kẻ thù của Cybertron, Quintessons, để đổi lấy việc cho phép hắn ta cai trị hành tinh và tháo rời các bánh răng của thợ mỏ trước khi kích hoạt để giữ họ phục tùng. Trion cung cấp cho nhóm các bánh răng, cho phép họ biến hình, cùng với một con chip mang theo bằng chứng về sự phản bội của Sentinel. Sau đó, lực lượng của Sentinel đến, bắt giữ Trion, khi anh ta bị đưa đến Iacon, nơi Sentinel giết anh ta.
Trốn tránh những kẻ truy đuổi, nhóm quay trở lại Iacon để vạch trần Sentinel nhưng bị bắt bởi High Guard, những robot chiến tranh cũ của Primes nổi loạn chống lại Sentinel. Trong khi D-16 nắm quyền chỉ huy High Guard bằng cách đánh bại thủ lĩnh của họ, Starscream, Orion ngày càng lo lắng về sự hung hăng ngày càng tăng của người bạn mình kể từ khi biết được sự thật. Lực lượng của Sentinel sớm tìm thấy họ, và trong trận chiến sau đó, D-16, B-127 và Starscream bị bắt, cùng với một nửa High Guard, trong khi con chip bằng chứng bị phá hủy.
Orion, được Elita khuyến khích, tập hợp các thành viên High Guard còn lại và trở về Iacon. Khi đến nơi, Orion giải cứu những người bị bắt và thuyết phục những người thợ mỏ nổi loạn trong khi Elita vạch trần Sentinel bằng cách phát sóng các bản ghi ký ức từ trung úy của hắn ta, Airachnid, khắp thành phố. Tuy nhiên, sau khi D-16 chế ngự Sentinel, anh ta và Orion đã cãi nhau về việc có nên xử tử anh ta hay không, dẫn đến việc D-16 vô tình bắn chết bạn mình. Mặc dù ban đầu rất kinh hoàng, nhưng cuối cùng D-16 đã để Orion rơi xuống đất và chết. Đổi tên mình thành "Megatron", anh ta giết Sentinel và ra lệnh cho High Guard tiêu diệt Iacon.
Cho rằng Orion xứng đáng, Primus và các linh hồn của Primes ban tặng cho anh ta Ma trận, hồi sinh anh ta thành "Optimus Prime", người tiến hành đánh bại Megatron trước khi lưu đày người bạn cũ của mình cùng với High Guard. Sau khi Ma trận khôi phục lại các bánh răng của thợ mỏ và khiến Energon chảy trở lại, Optimus được phong làm thủ lĩnh mới của Cybertron, đặt tên cho những người theo anh ta là Autobots và gửi một thông điệp cảnh báo Quintessons tránh xa. Trong cảnh sau phần credit, Megatron đổi tên High Guard thành Decepticons và bắt đầu cuộc nổi loạn chống lại sự lãnh đạo của Optimus.

## Diễn viên
| Vai diễn                  | Diễn viên lồng tiếng Anh | Diễn viên lồng tiếng Việt |
| ------------------------- | ------------------------ | ------------------------- |
| Orion Pax / Optimus Prime | Chris Hemsworth          | Kiều Minh Tuấn            |
| D-16 / Megatron           | Brian Tyree Henry        | Quách Ngọc Tuyên          |
| Elita                     | Scarlett Johansson       | Phan Như Thùy             |
| B-127 / Bumblebee         | Keegan-Michael Key       | Cris Phan                 |
| Starscream                | Steve Buscemi            | Ngọc Tây                  |
| Alpha Trion               | Laurence Fishburne       | Nguyễn Hòa Bình           |
| Sentinel Prime            | Jon Hamm                 | Thiên Quang               |